# Tweede Kamerverkiezingen 2012/Kandidatenlijst/Anti Europa Partij
Op de kandidatenlijst van de Anti Europa Partij voor de Tweede Kamerverkiezingen van 12 september 2012 staan acht kandidaten. De partij heeft 2013 stemmen gekregen en daarmee geen zetel in de Tweede Kamer bemachtigd. Opmerkelijk was dat de lijsttrekker, Arnold Reinten, tijdens de verkiezingen in Moskou woonde.

## De lijst
| Naam                      | Stemmen |      | Positie | Positie | Positie |
| Naam                      | Stemmen | 1, 2 | 3-19    | 20      |         |
| Arnold Reinten            | 1287    | 1    | 1       | 1       |         |
| Gerrie de Jongh-Gijsberts | 285     | 2    | 2       |         |         |
| Jack Rijnders             | 96      | 3    | 3       | 2       |         |
| Frans Bergwerf            | 78      | 4    | 4       |         |         |
| Frits van Dam             | 205     | 5    | 5       |         |         |
| Elisabeth Smit-Kamphorst  | 4       | 6    |         |         |         |
| Anand Soekhoe             | 0       |      |         | 3       |         |
| Claudia Pieron            | 4       | 7    |         | 4       |         |
| Carla de Vries            | 21      | 8    |         |         |         |
| Sigfried Molina           | 33      |      |         | 5       |         |

VVD · PvdA · PVV · CDA · SP · D66 · GroenLinks · ChristenUnie · SGP · Partij voor de Dieren · Piratenpartij · MenS · Nederland Lokaal · Libertarische Partij · DPK · 50PLUS · LibDem · Anti Europa Partij · SOPN · PvdT · Politieke Partij NXD